# Sutatausa
Sutatausa (ausgesprochen [sutaˈtawsa]) ist eine Stadt und Gemeinde in Kolumbien, die sich in der Provinz Ubaté im Departement Cundinamarca befindet. Sie liegt Altiplano Cundiboyacense und ist etwa 88 Kilometer von der Hauptstadt Bogotá entfernt. Die Gemeinde grenzt im Norden an Ubaté, im Süden an Tausa, im Osten an Cucunubá und im Westen an Carmen de Carupa und Tausa.

## Etymologie
Sutatausa leitet sich aus Chibcha ab und bedeutet „kleines Tribut.“

## Geschichte
Vor der spanischen Eroberung wurde das Gebiet von Sutatausa von den Muisca besiedelt, die Teil ihrer lockeren Konföderation waren. Die Zipa von Muyquytá hatte die Herrschaft über Sutatausa.
Am 24. Juni 1537, dem St. John's Day, wurde das heutige Sutatausa von Hernán Pérez de Quesada gegründet, dem Bruder des Eroberers Gonzalo Jiménez de Quesada, der am selben Tag auch Tenza gründete.

## Wirtschaft
Die Hauptwirtschaftszweige von Sutatausa sind Landwirtschaft, Milchwirtschaft und Kleinbergbau. Zusätzlich spielt der Tourismus eine bedeutende Rolle als Einkommensfaktor.

## Galerie

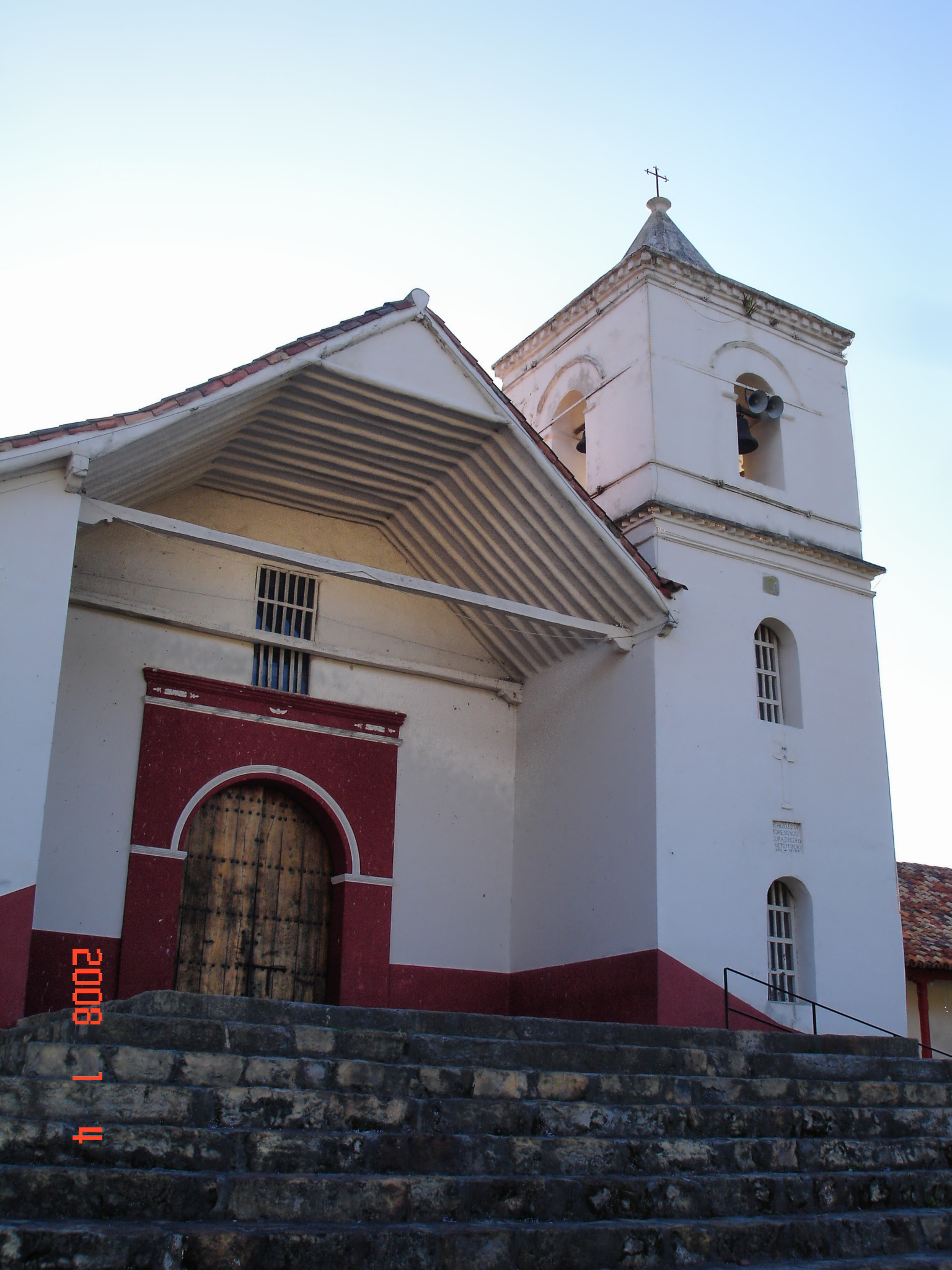
Kirche von Sutatausa
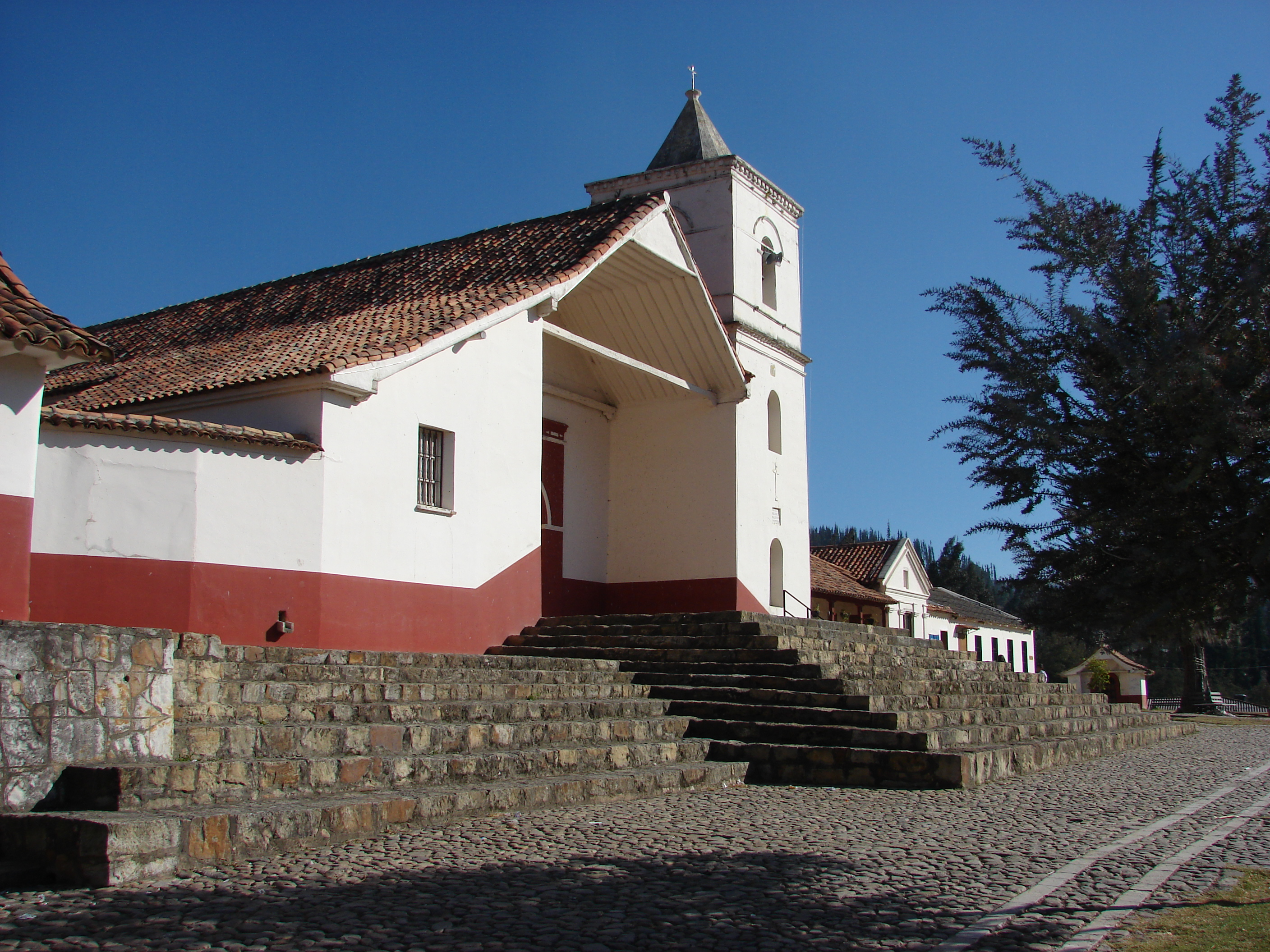
Kirche
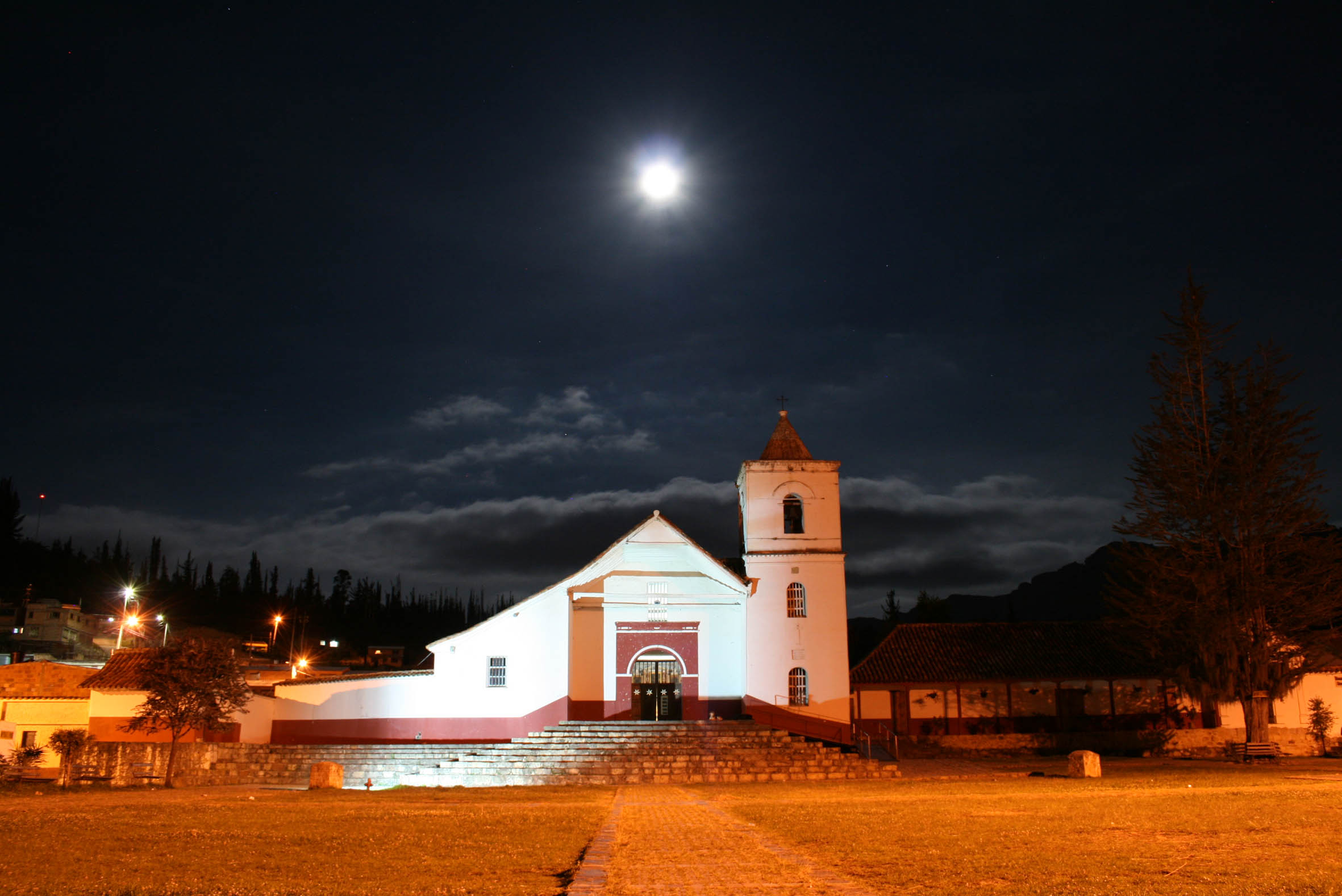
Kirche bei Nacht
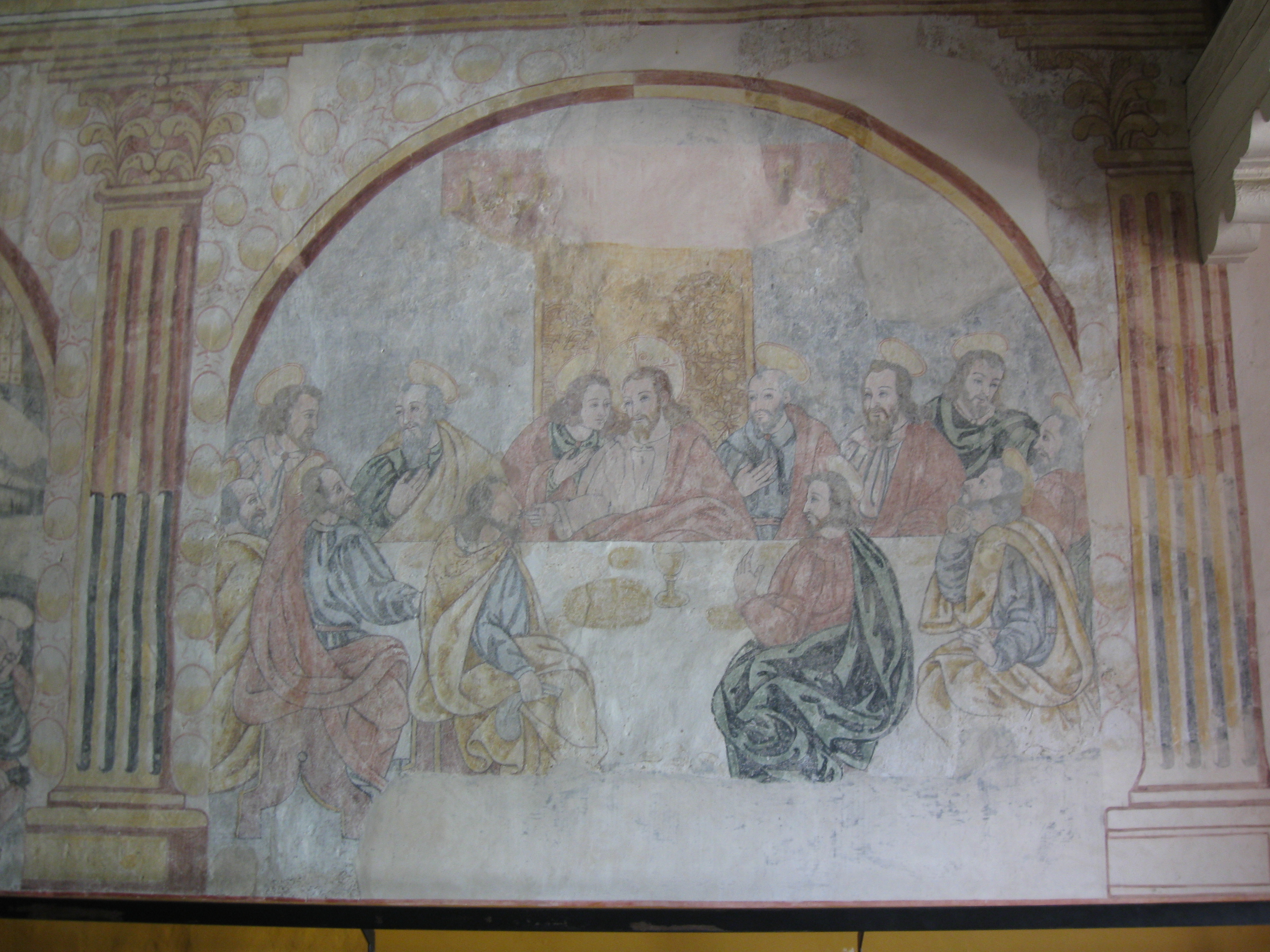
Kircheninnenraum (Abendmahl Jesu)
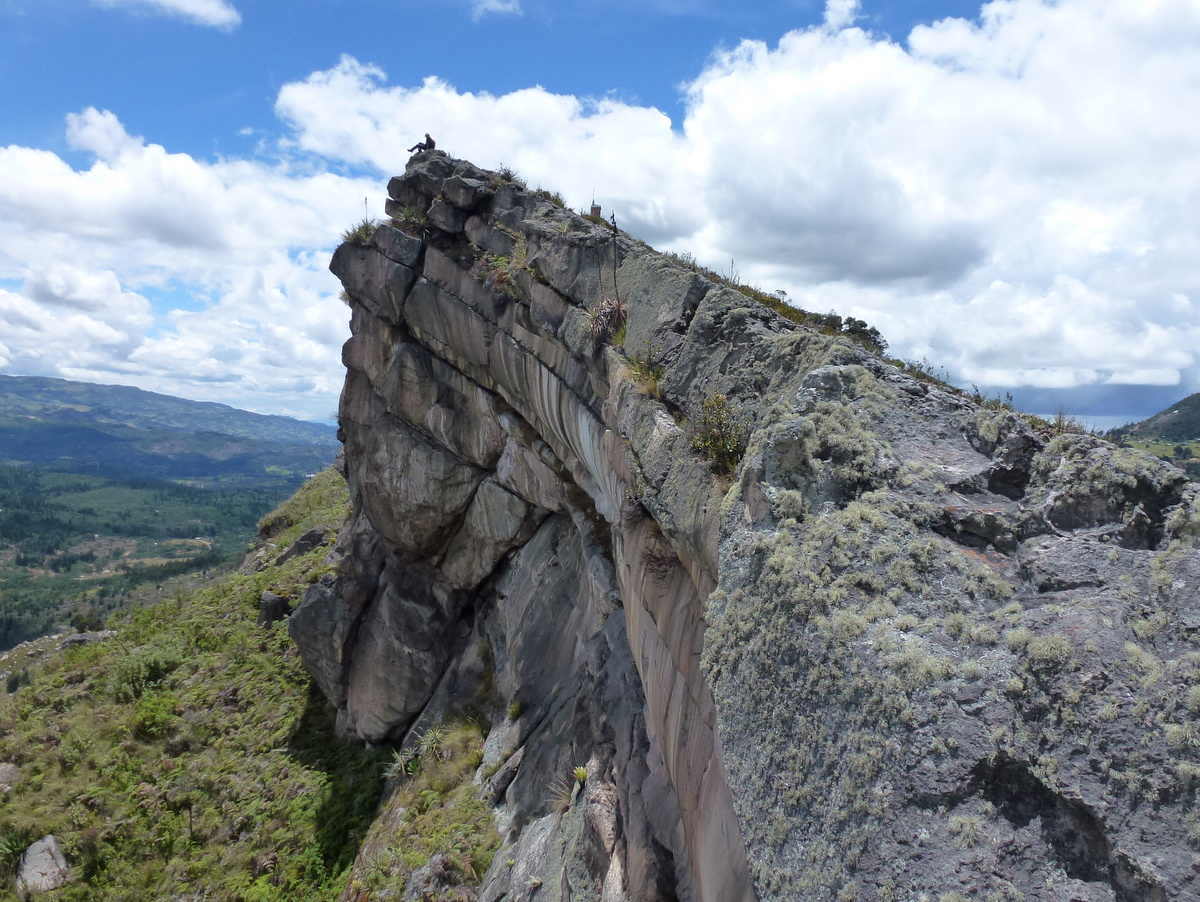
Felsvorsprung in Sutatausa